# Burruyacú
Burruyacú ist die Hauptstadt des gleichnamigen Departamento Burruyacú in der Provinz Tucumán im Nordwesten Argentiniens. Burruyacú liegt im Nordosten der Provinz und hat 2.037 Einwohner (2001, INDEC).